# Sławomir Borowiecki
Sławomir Borowiecki (ur. 19 maja 1977) – polski łyżwiarz figurowy, startujący w parach sportowych. 
Jego żoną jest kanadyjska łyżwiarka figurowa Sherri Kennedy, z którą jeździł w rewii łyżwiarskiej Holiday On Ice.
W 2007 roku w parze z piosenkarką Sitą zwyciężył w finale programu Sterren dansen op het IJs, po czym w 2007 i 2008 roku zwyciężył w finale pierwszej i drugiej edycji programu Gwiazdy tańczą na lodzie, w którym jego partnerkami były aktorki: Olga Borys i Aleksandra Szwed. W trzeciej edycji programu był trenerem i choreografem uczestniczących par.

## Osiągnięcia

### Z Magdaleną Sroczyńską
| Zawody                                | 95–96          |                |                |                |                |                |                |                |                |                |                |                |                |                |                |                |                |
| Międzynarodowe                        | Międzynarodowe | Międzynarodowe | Międzynarodowe | Międzynarodowe | Międzynarodowe | Międzynarodowe | Międzynarodowe | Międzynarodowe | Międzynarodowe | Międzynarodowe | Międzynarodowe | Międzynarodowe | Międzynarodowe | Międzynarodowe | Międzynarodowe | Międzynarodowe | Międzynarodowe |
| ------------------------------------- | -------------- | -------------- | -------------- | -------------- | -------------- | -------------- | -------------- | -------------- | -------------- | -------------- | -------------- | -------------- | -------------- | -------------- | -------------- | -------------- | -------------- |
| Mistrzostwa Europy                    | 14             |                |                |                |                |                |                |                |                |                |                |                |                |                |                |                |                |
| Nebelhorn Trophy                      | 10             |                |                |                |                |                |                |                |                |                |                |                |                |                |                |                |                |
| Międzynarodowe: Kategorie młodzieżowe |                |                |                |                |                |                |                |                |                |                |                |                |                |                |                |                |                |
| Mistrzostwa świata juniorów           | 4              |                |                |                |                |                |                |                |                |                |                |                |                |                |                |                |                |

### Z Ritą Chałubińską
| Mistrzostwa świata juniorów | 14 |